# Francis Perez
Pour les articles homonymes, voir Perez.
Francis Perez, né en septembre 1962 à Oran en Algérie, est un homme d'affaires français.
Il est le fondateur et actuel président de Grupo Pefaco, holding espagnol de loisirs, jeux et hôtellerie,,,.

## Biographie

### Enfance et formation
Francis Perez naît à Oran en Algérie en septembre 1962. Il est le fils d'un médecin.
À 19 ans, il décroche un BTS hôtellerie en candidat libre, avec mention. Il obtient un poste à responsabilité à l’hôtel Mercure de Montpellier. Il démissionne quelques semaines plus tard et décide de lancer une entreprise de vente de poulets à Palavas-les-Flots.
Il se lance par la suite dans le business des machines à sous avec l’aide d’un ami de la famille. Il achète des machines à sous et les installe dans les bars de Béziers en partageant les bénéfices à parts égales avec les patrons d’établissements. En 1983, Gaston Defferre, ministre de l’intérieur, les fait interdire. Francis Perez, alors âgé de 21 ans, doit recommencer de zéro. Il part au Portugal d’abord, puis au Brésil, où il rachète 150 machines à sous à Lillo Lauricella.
Une fiche de la direction nationale de la Police judiciaire (DNPJ) indique qu’il est revenu en France en 1987.

### Grand Sud
De retour en France avec son ami et associé Alain Ferrand, il fonde la holding Grand Sud. Charles Pasqua, ministre de l’Intérieur, autorise les machines à sous, ils rachètent alors à bas prix une demi-douzaine de casinos de la côte languedocienne.
Francis Perez et Alain Ferrand passent quelques jours en prison en 1992 à Dijon, interpellés par la branche jeux et courses des RG de Paris. Les policiers les soupçonnent de cavalerie financière entre sa société, dont les caisses sont vides, et le casino de Lons-le-Saunier, à la suite d’un rapport parlementaire qui met en évidence des liens entre les deux associés et des groupes mafieux.

### Grupo Pefaco
Il fonde en 1995 à Barcelone Grupo Pefaco avec Olivier Cauro et Alain Ferrand. Il ouvre ses premières salles de jeux au Togo grâce à Olivier Cauro qui a étudié aux États-Unis avec Faure Gnassingbé, président du Togo, fils de l’ancien président Gnassingbé Eyadéma. Il aide Grupo Pefaco à obtenir l’autorisation d’exploiter des machines à sous,
Après des débuts difficiles, Pefaco s’implante sur le continent africain. Il crée Pefaco Hôtels, filiale hôtelière du groupe, en 2009. Alain Ferrand,est le PDG.

### Corse
Il a des liens dans le milieu corse, sur la base de sa collaboration passée avec Robert Feliciaggi et Michel Tomi. Alain Orsoni est un ami d’enfance car leurs pères respectifs sont engagés dans l'OAS. Orsoni travaille pour lui au Nicaragua dans un de ses casinos.

## Controverses

### Corruption
Francis Perez est sous le coup d'une enquête sur des soupçons de corruption dans l'attribution au groupe Bolloré de concessions portuaires en Afrique de l'Ouest.
Les enquêteurs l'interrogent sur des versements, d'un montant total de 450 000 €, effectués en 2010 au profit de Jean Philippe Dorent, responsable du pôle international d'Havas. « Les quatre virements sont un prêt à un ami, qui fait l'objet d'un acte notarié et qui est remboursé depuis six ans », selon son avocat interrogé par l'AFP. Aucune mise en examen concernant Pefaco et son président n'est ordonnée.

### Paradise Papers
Le 5 novembre 2017, les Paradise Papers sont révélés par le Consortium international des journalistes d'investigation, qui fait fuiter plus de 13,5 millions de documents confidentiels, issus principalement du cabinet d'avocats Appleby, détaillant des informations sur des sociétés offshore. Sont cités dans ces documents des multinationales et de nombreuses personnalités dont Francis Perez. Celui-ci détient un yacht par l'intermédiaire d'une société créée aux îles Vierges britanniques, nommée BLUE SEAS YACHTS LIMITED, active depuis le 9 juin 2009.Il est aussi le propriétaire de CLARMOND INVESTMENTS LTD, dissoute le 15 août 2017.